# 1029 La Plata
1029 La Plata è un asteroide della fascia principale del diametro medio di circa 20,78 km. Scoperto nel 1924 da Johannes Franz Hartmann, presenta un'orbita caratterizzata da un semiasse maggiore pari a 2,8899962 UA e da un'eccentricità di 0,0222676, inclinata di 2,42895° rispetto all'eclittica.
Il suo nome è un omaggio alla città di La Plata, in Argentina.